# Rue Miollis
Pour les articles homonymes, voir Miollis.
La rue Miollis est une rue du 15e arrondissement de Paris, en France.

## Situation et accès
La rue Miollis est une voie publique située dans le 15e arrondissement de Paris. Elle débute au 48, boulevard Garibaldi et se termine au 33-37, rue Cambronne. C'est une rue à sens unique, accessible uniquement en direction de la rue Cambronne.
La rue Clouet, la rue François-Bonvin et la rue Cépré commencent ou aboutissent rue Miollis.

## Origine du nom
Le nom de la rue fait référence à François de Miollis (1759 — 1828), général d'Empire français.

## Historique

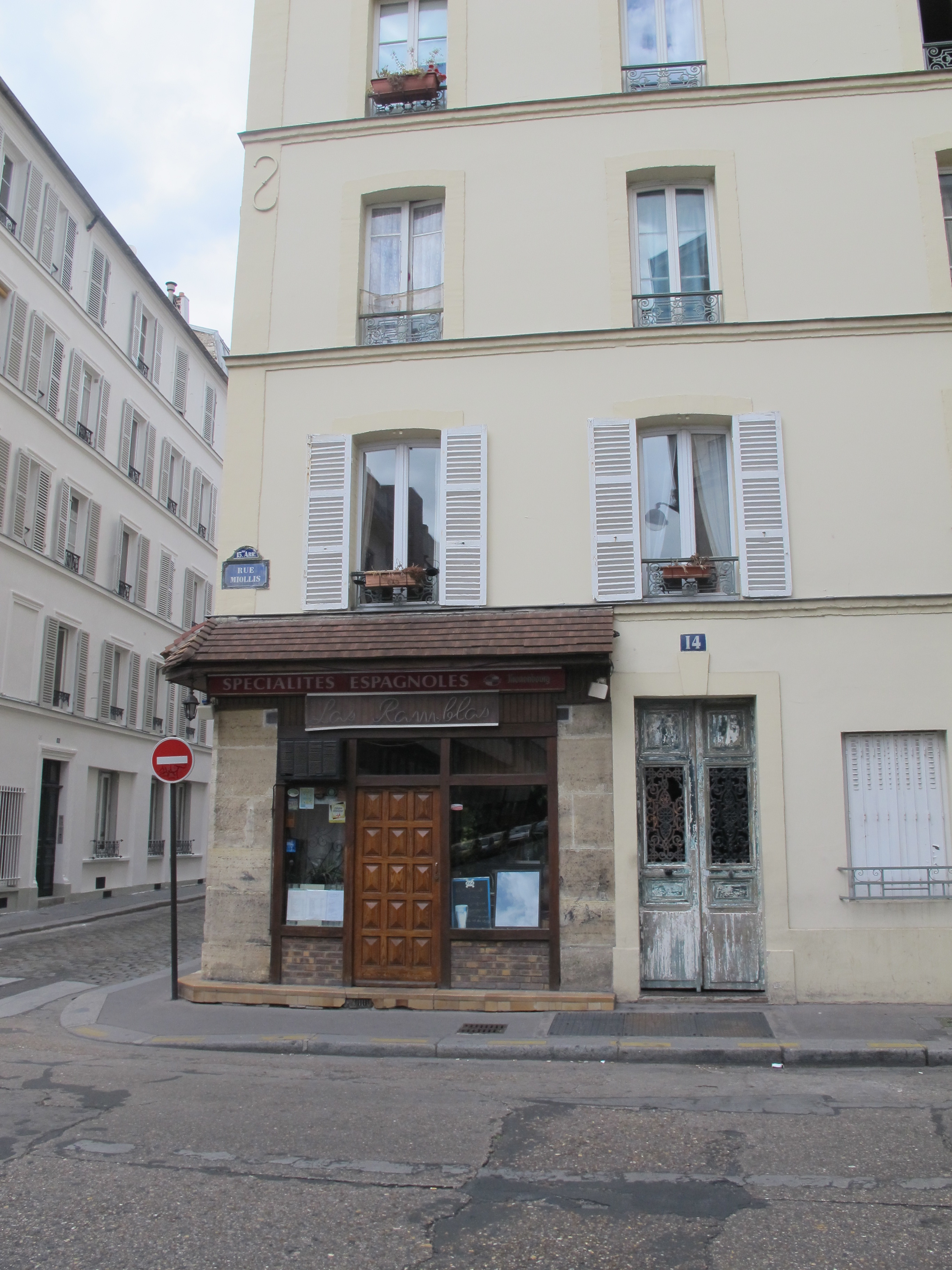
Croisement de la rue Miollis avec la rue Clouet.

La voie est ouverte sous le nom de « rue Saint-Fiacre » sur la commune de Vaugirard. Quatre ans après l'incorporation de cette dernière à Paris, la voie est renommée, une rue de l'ancien 3e arrondissement (2e arrondissement depuis 1860) portant déjà ce nom (voir rue Saint-Fiacre). Elle porte dès lors le nom de Sextius Alexandre François de Miollis, général d'Empire.

## Bâtiments remarquables et lieux de mémoire
- Nos 4-6-8 : emplacement des Ateliers d'Automobiles & d'Aviation, fabricant éphémère d'automobiles électriques de luxe commercialisées de 1919 à 1920 sous la marque commerciale A.A.A.
- No 33 : en 1922, le peintre Loÿs Prat se voit attribuer la décoration à fresque de cette école de garçons[1].

## Activités
- No 1 : annexe de la Maison de l'UNESCO, qui abrite notamment ses délégations permanentes, ainsi que le Conseil international des musées.
- No 36 : chapelle Saint-Pie-X des Filles de la Charité au sous-sol de l'immeuble[2].